# Karang Suraga
Karang Suraga is een bestuurslaag in het regentschap Serang van de provincie Banten, Indonesië. Karang Suraga telt 5333 inwoners (volkstelling 2010).